# De Londres à Memphis
Albums de Eddy Mitchell
Seul
(1966) Sept colts pour Schmoll
(1968)
Singles
1. Bye bye prêcheur
Sortie : mars 1967
2. Chacun pour soi
Sortie : juin 1967
3. Le début de la fin
Sortie : décembre 1967

De Londres à Memphis est le huitième album studio d'Eddy Mitchell sorti en octobre 1967.

## Histoire
Nommé De Londres à Memphis, ce 8e album d'Eddy Mitchell est dans sa dénomination trompeur. En effet, si pour les six premiers morceaux, il est bien enregistré à Londres, c'est en Alabama, et non à Memphis, que sont gravés les sept autres, aux studios Quinvy à Sheffield, non loin de Muscle Shoals.
L'album est entièrement composé de morceaux originaux, ce qui est une première dans la discographie du chanteur. Les textes sont, pour l'essentiel, de Claude Moine (Eddy Mitchell) et les musiques de Pierre Papadiamandis (qui respectivement signent neuf et huit chansons).
Les sessions londoniennes se déroulent les 2 et 3 février, puis le 5 juin 1967 aux studios Pye, où Mitchell est entouré par le London All Star, avec notamment Big Jim Sullivan à la guitare. C'est le 7e et dernier album de Mitchell enregistré avec cette équipe.
Les sessions américaines ont lieu les 26, 27 et 28 mai 1967 avec un orchestre baptisé « Rn'B All Star », qui rassemble la crème des musiciens de Muscle Shoals, dont certains membres des Swampers et des Memphis Horns. Auparavant, Eddy enregistre les maquettes des chansons au studio CBS de Nashville.
Toi sans moi (sorti en super 45 tours en 1967 et donné en bonus dans la réédition CD de l'opus), est un titre méconnu d'Eddy Mitchell, qu' il utilise sur scène, lors d'une tournée début 1968, pour introniser le récital de Nicoletta, avec laquelle il l'interprète en duo (version dont il n'existe pas d'enregistrement).

## Liste des titres
Les titres 1 à 6 sont enregistrés à Londres, les titres 7 à 13 sont enregistrés à Muscle Shoals (Alabama).
| No  | Titre                   | Paroles                         | Musique               | Durée |
| --- | ----------------------- | ------------------------------- | --------------------- | ----- |
| 1.  | Le début de la fin      | Claude Moine                    | Pierre Papadiamandis  | 3:30  |
| 2.  | Docteur sauvez mon cœur | Claude Moine                    | Pierre Papadiamandis  | 2:56  |
| 3.  | Olé                     | Michel Jourdan, Ralph Bernet    | Jacques Revaux        | 2:30  |
| 4.  | Toute la ville en parle | Claude Moine                    | Pierre Papadiamandis  | 2:51  |
| 5.  | Le bandit à un bras     | Jean-Michel Rivat, Frank Thomas | Guy Magenta           | 2:10  |
| 6.  | Mon père avait tort     | Ralph Bernet                    | Jacques Revaux        | 2:38  |
| 7.  | Chacun pour soi         | Claude Moine                    | Pierre Papadiamandis  | 2:24  |
| 8.  | Au-delà de mes rêves    | Claude Moine                    | Pierre Papadiamandis  | 3:02  |
| 9.  | Sur mon nuage           | Claude Moine                    | Pierre Papadiamandis  | 2:24  |
| 10. | Mes promesses           | Claude Moine                    | Pierre Papadiamandis  | 2:13  |
| 11. | Je touche le fond       | Claude Moine                    | L. Oldman             | 2:59  |
| 12. | Les faux-monnayeurs     | Jean-Michel Rivat, Frank Thomas | Jean-Pierre Bourtayre | 2:55  |
| 13. | Alice                   | Claude Moine                    | Pierre Papadiamandis  | 2:46  |

### Titres bonus (réédition CD)
Ces titres sont à l'époque, sortis uniquement  en super 45 tours,,.
| No  | Titre                           | Paroles      | Musique               | Durée |
| --- | ------------------------------- | ------------ | --------------------- | ----- |
| 14. | Bye bye prêcheur                | Ralph Bernet | Guy Magenta           | 2:39  |
| 15. | Rien qu'une femme               | Claude Moine | Jean-Pierre Bourtayre | 2:53  |
| 16. | Je ne me retournerai pas        | Claude Moine | Pierre Papadiamandis  | 3:30  |
| 17. | Je n'avais pas signé de contrat | Frank Thomas | Guy Magenta           | 2:44  |
| 18. | Toi sans moi                    | Claude Moine | Pierre Papadiamandis  | 3:11  |
| 19. | Aïe !!!                         | Claude Moine | Pierre Papadiamandis  | 2:20  |

## Crédits

### Musiciens
Titres de 1 à 6 : Studio Pye, Londres, accompagné par le London All Star.
- Batterie : Ronny Varrel
- Guitare : Big Jim Sullivan, Vick Flick
- Piano : Reg Guest
- Trombone : Don Lusher
- Trompette : Albert Hall, Don Heawenly, Eddy Blair, Ray Davis

 Titres de 7 à 13 : studio Quinvy, Muscle Shoals, accompagné par le Rn'B All Star.
- Basse : David Hood
- Batterie : Roger Hawkins
- Guitare : Eddie Hinton, Jimmy Johnson, Marlin Greene
- Piano : Lindon Oldham
- Orgue : Jimmy Evans
- Saxophone : Charly Chalmers
- Trompette : Wayne Jackson
- Chœurs : Dana Thatcher, Jeanie Greene, Mary Hollyday, Susan Coleman

### Production
Mixage : studios Atlantic à New York et studio Barclay à Paris
- Producteur : Jean Fernandez
- Arrangements : Jean Bouchéty
- Ingénieur du son : Bob Auger (1-6), Marlin Greene (7-13)
- Mixage : Jean Hulot (1-6)
- Design : Claude Caudron
- Photographie : Jean-Pierre Leloir